# Alexis Montas
Cristian Alexis Montas García (La Romana, La Romana, 11 de septiembre de 1974) es un exjugador de baloncesto dominicano que disputó 20 temporadas como profesional, donde además fue integrante de la selección de la República Dominicana. Con 2,03 metros de estatura, jugaba en la posición de ala-pívot.

## Trayectoria
[actualizar]